# Aphnaeus argentea
Aphnaeus argentea är en fjärilsart som beskrevs av Riley 1932. Aphnaeus argentea ingår i släktet Aphnaeus och familjen juvelvingar. Inga underarter finns listade i Catalogue of Life.